# Ploskolebec amurský
Ploskolebec amurský (Gloydius saxatilis) je druh jedovatého hada z čeledi zmijovití (Viperidae). Je endemitem ve východním Rusku, Číně a na Korejském poloostrově. Vyskytuje se v oblastech od 200 do 1200 metrů nad mořem, často poblíž vodních toků a v lesích. Podle nejnovějších výzkumů se zdá, že preferuje vyšší nadmořské výšky (minimálně 400 metrů). Tento druh je příležitostně využívaný k výrobě léčiv v lidové medicíně.

## Popis
Ploskolebec amurský dosahuje v průměru velikosti 45 centimetrů, maximálně 85 centimetrů. Jed obsahuje saxtrombin, enzym podobný trombinu.

## Ekologie a chování
Páření probíhá podobně jako u ostatních zmijovitých, nicméně u samic byla zjištěna jedna zvláštnost a to, že se při rozmnožování třesou.

## Poddruhy
- poddruh Gloydius saxatilis changdaoensis Li, 1999
- poddruh Gloydius saxatilis saxatilis (Emelianov, 1937)[8]